# 무안로 (무안군)
무안로(Muan-ro)는 전라남도 무안군 청계면 태봉교차로 에서 무안읍 운남면을 잇는 도로이다.

## 주요 경유지
전라남도
- 무안군 (청계면)

## 노선
| 이름        | 접속 노선                        | 소재지 | 소재지 | 비고                                         |
| ----------- | -------------------------------- | ------ | ------ | -------------------------------------------- |
| 태봉 교차로 | 국도 제1호선 (영산로)            | 무안군 | 청계면 |                                              |
| 용산삼거리  | 국가지원지방도 제60호선 (공항로) | 무안군 | 청계면 | 국가지원지방도 제60호선 지방도 제811호선구간 |
| 성동삼거리  | 지방도 제811호선 (몽탄로)        | 무안군 | 청계면 | 국가지원지방도 제60호선 지방도 제811호선구간 |
| (이름없음)  | 국도 제1호선 (영산로)            | 무안군 | 청계면 |                                              |

## 주요 건물 및 시설
- 수양휴게소 (무안로 124/사마리 523-7)
- E1 보광가스충전소 (무안로 254/청천리 80-1)
- 초당대학교 (무안로 380/성남리 419)
- 이마트24 무안초당대점 (무안로 380/성남리 419)
- 이마트24 R 초당대생활관점 (무안로 380/성남리 419)
- 백제고등학교 (무안로 422/성남리 375)
- 기아자동차 초당대리점 (무안로 420/성남리 360-5)
- kT무안빌딩 (무안로 435/성남리 309)
- KT 모바일피플 무안점 (무안로 435/성남리 309)
- KT플라자 무안점 (무안로 435/성남리 309)
- HD현대오일뱅크 영화산업 제일주유소 (무안로 440/성남리 301-1)
- CU 무안로드점 (무안로 449/성남리 157-1)
- 국민건강보험공단 무안신안지사 (무안로 458/성남리 165-1)
- 무안군 선거관리위원회 (무안로 468/성남리 175-4)
- 무안경찰서 (무안로 479/성남리 218-1)
- HD현대오일뱅크 남양주유소 (무안로 519/성동리 854-2)
- 무안군청 (무안로 530/성동리 712-1)
- 무안군청 제2별관 (무안로 530/성동리 712-1)
- 농협 무안군청출장소 (무안로 530/성동리 712-1)
- SK에너지 서해안주유소 (무안로 592/성동리 581-1)
- 광주지방법원 목포지원무안군법원 (무안로 598/성동리 580)
- 세븐일레븐 무안대로점 (무안로 600/성동리 564)
- SK에너지 동림산업가스충전소 (무안로 616/성동리 554-1)
- 경동택배 전남무안성동273영업소 (무안로 636/성동리 273-6)
- 무안교통 (무안로 642/성동리 273)